# リュディア文字
リュディア文字（リュディアもじ）は、今のトルコ西方でリュディア語を表記するのに使われていた文字。明らかにギリシア文字と関係のある文字であるが、その音価は必ずしも明らかでない。
26文字から構成されるアルファベットであり、右から左へ書かれる（古い時代のものでは左横書きも見られる）。

## 概要
紀元前1千年紀にアナトリア半島で使われたリュディア文字、カリア文字、リュキア文字などはいずれもギリシア文字と深い関係にあり、おそらくギリシア文字から発達したものであるが、独自の発展をとげ、もとになったギリシア文字からはかなりかけ離れたものになっている。

## 文字一覧
リュディア文字には26の文字があり、うち16文字はギリシア文字に由来すると考えられる。それ以外の文字の多くはリュディア語固有の（ギリシア語にない）音を表すためにつけ加えられた。
リュディア語では破裂音の無声・有声の区別がない。
| 文字 | 翻字 | 注                                          |
| ---- | ---- | ------------------------------------------- |
|      | a    |                                             |
|      | b    | /p/                                         |
|      | d    | /ð/か                                       |
|      | e    |                                             |
|      | v    |                                             |
|      | i    |                                             |
|      | y    | 音価不明だが/j/か。おそらくカリア文字の借用 |
|      | k    |                                             |
|      | l    |                                             |
|      | m    |                                             |
|      | n    |                                             |
|      | o    |                                             |
|      | r    |                                             |
|      | s    | /ç/                                         |
|      | ś    | /s/                                         |
|      | t    |                                             |
|      | u    |                                             |
|      | f    | エトルリア文字と同形であることが注目される  |
|      | q    | /kʷ/                                        |
|      | ã    | 鼻母音                                      |
|      | τ    | 舌頂音の無声破擦音                          |
|      | ẽ    | 鼻母音だが、正確な音価は不明                |
|      | λ    | /ʎ/                                         |
|      | ν    | 歴史的に鼻音に由来するが、正確な音価は不明  |
|      | c    | 舌頂音の有声破擦音または摩擦音              |
|      | g    | k の有声の異音を表すために時々使われる      |

## Unicode
Unicode バージョン 5.1(2008年)でリュディア文字が U+10920 - U+1093F の領域に追加された。